# Centrosema dasyanthum
Centrosema dasyanthum är en ärtväxtart som beskrevs av George Bentham. Centrosema dasyanthum ingår i släktet Centrosema och familjen ärtväxter. Inga underarter finns listade i Catalogue of Life.